# 颶風葛瑞絲 (2021年)
颶風葛瑞絲（英語：Hurricane Grace）是2021年大西洋飓风季的第第7场命名风暴，第3场飓风，第1场大型飓风。是有纪录以来登陸墨西哥韋拉克魯斯最強熱帶氣旋，平飓风卡尔於2010年創下的紀錄，並在坎佩切灣最強熱帶氣旋上同樣平飓风卡尔於2010年創下的紀錄。

## 氣象歷史
8月12日凌晨2時，一個低氣壓在佛得角群島西南方生成，美國海軍研究實驗室給予擾動編號95L。
8月13日晚間11時，國家颶風中心判定其為一潛在熱帶氣旋，給予熱帶氣旋編號07L。
8月14日凌晨4時，國家颶風中心將其升格為熱帶低氣壓。下午5時，國家颶風中心將其升格為熱帶風暴，並命名為格雷斯（Grace）。
8月16日上午5時，國家颶風中心將其降格為熱帶性低氣壓。
8月17日下午3時，國家颶風中心將其再度升格為熱帶風暴。
8月18日晚間11時，國家颶風中心將其升格為一級颶風。
8月19日晚間9時，國家颶風中心將其再度降格為熱帶風暴。
8月20日晚間6時，國家颶風中心將其再度升格為一級颶風。
8月21日上午10時，國家颶風中心將其升格為二級颶風。上午11時，國家颶風中心將其升格為三級颶風。晚間9時，國家颶風中心將其降格為一級颶風。晚間11時，國家颶風中心將其降格為熱帶風暴。
8月22日凌晨3時，國家颶風中心將其降格為低氣壓。其殘餘雲系最後於東北太平洋發展為第十三號熱帶風暴馬蒂（Marty）。

## 防災措施

### 背風群島

熱帶風暴葛瑞絲於8月14日逼近背風群島

8月14日，安提瓜和巴布達、聖基茨、尼維斯、蒙特塞拉特、薩巴和聖尤斯特歇斯群島首次發布。聖馬丁島和聖巴泰勒米島隨後發布熱帶風暴觀察預警。此後，美屬維京群島和波多黎各分別發出熱帶風暴觀察預警和熱帶風暴警告。安提瓜和巴布達政府向安圭拉和英屬維京群島發布熱帶風暴觀察預警。
稍後，安提瓜和巴布達、聖基茨和尼維斯、蒙特塞拉特和安圭拉等島嶼發布熱帶風暴警告。薩巴和聖尤斯特歇斯島也發布熱帶風暴警告。

### 伊斯帕尼奧拉島

#### 多明尼加共和國
在多米尼加共和國南部海岸，風暴逼近小安的列斯群島，當地政府發布熱帶風暴觀察預警。隨著風暴逼近，政府考塞多至薩馬納地區發布熱帶風暴警告，而其他地區則發布熱帶風暴警告。 凌晨5:00，考塞多發布熱帶風暴警告。隨著葛瑞絲離開多米尼加共和國，在美國東部時間下午2:00，解除所有熱帶風暴觀察預警。

#### 海地
8月14日，葛瑞絲進入加勒比海，全國發布熱帶風暴觀察預警。國家颶風中心預測該國將有4到7英寸的降雨。

### 牙買加
當葛瑞絲仍是低氣壓時，政府已向全國發布熱帶風暴觀察預警。隨著葛瑞絲逼近，美國東部時間下午5：00點，牙買加政府向全國發布了熱帶風暴警告，並預計格蕾絲將於8月17日登陸該島。風暴離開該島後，熱帶風暴警告一直維持，直到美國東部時間上午5:00點，牙買加政府才將其解除。